# Anufrievia grisea
Anufrievia grisea är en insektsart som beskrevs av Irena Dworakowska 1976. Anufrievia grisea ingår i släktet Anufrievia och familjen dvärgstritar. Inga underarter finns listade i Catalogue of Life.